# Jadwiga Sołoducho
Jadwiga Sołoducho (ur. 1945 r.) – polska farmaceutka. Absolwentka Politechniki Wrocławskiej. Od 2009 r. profesorka na Wydziale Chemicznym Akademii Medycznej Wrocławskiej.